# Pogonomelomys mayeri
Pogonomelomys mayeri is een knaagdier uit het geslacht Pogonomelomys dat voorkomt op Nieuw-Guinea. Hij komt vrij zeldzaam voor in de heuvels van het noorden van Nieuw-Guinea (400 tot 1500 m hoogte). Door de Olo (Sandaun Province) wordt hij "talaupio" of "yailu" genoemd, door de Telefol (ook uit Sandaun) "karung".
Dit dier is kleiner en heeft een zachtere vacht dan de laaglandborstelmuis, de andere soort van het geslacht. De kop-romplengte bedraagt 134 tot 152 mm, de staartlengte 153 tot 206 mm, de achtervoetlengte 21.5 tot 30 mm, de oorlengte 9 tot 15.6 mm en het gewicht 75 tot 144 gram. Vrouwtjes hebben 0+2=4 mammae.